# Єзьори-Дольне
Єзьори-Дольне (пол. Jeziory Dolne, нім. Nieder Jeser) — село в Польщі, у гміні Броди Жарського повіту Любуського воєводства.
Населення — 202 особи (2011).
У 1975-1998 роках село належало до Зеленогурського воєводства.

## Демографія
Демографічна структура станом на 31 березня 2011 року:
|          | Загалом | Допрацездатний вік | Працездатний вік | Постпрацездатний вік |
| -------- | ------- | ------------------ | ---------------- | -------------------- |
| Чоловіки | 113     | 36                 | 65               | 12                   |
| Жінки    | 89      | 13                 | 60               | 16                   |
| Разом    | 202     | 49                 | 125              | 28                   |